# Zofia Bystrzycka
Zofia Bystrzycka (11. prosince 1922 Přemyšl – 4. ledna 2011 Poznaň) byla polská prozaička a válečná zpravodajka.

## Život
Narodila se v Přemyšli do významné rodiny. Dědeček Michał (1864–1957) byl průmyslníkem a majitelem pily. Její rodiče byli Tadeusz (1899–1940, architekt inženýr) a Helena, rozená Stankiewiczová, byla členkou POV (Polska Organizacja Wojskowa).Jeho otec i dědeček byli starostové města Přemyšl.
Dne 12. dubna 1940, dva dny poté, co byl její otec zatčen NKVD, byla s rodinou přemístěna hluboko do SSSR do Kazachstánu. Od roku 1943 sloužila v 1. polské armádě (střelecký prapor). V té době byla válečnou zpravodajkou. Poté studovala na Vyšší škole politických a pedagogických důstojníků v Moskvě. Své vzdělání dokončila na pařížské filmové škole jako manželka Jerzyho Putramenta, který byl velvyslancem Polské lidové republiky v Paříži (1947–1950). V letech 1944–1948 byla členkou Polské dělnické strany a od roku 1948 členkou Polské sjednocené dělnické strany.
Po válce spolupracovala s polským ženským tiskem. Zpočátku se věnovala publicistice a satiře a kolem roku 1956 se věnovala próze. Její tvorbu tvoří především sloupky (blízké satiře), sociální a psychologické romány (největšího významu) a humoristická díla.

## Dílo
- 1953 – Ładne kwiatki (fejetony)
- 1955 – Inna młodość (příběhy)
- 1956 – Zezem (fejetony)
- 1957 – Samotność, vyšlo ve slovenském překladu[1]
- 1960 – Zamknięte oczy
- 1962 – Oni (příběhy)
- 1969 – Gra bez asów
- 1971 – Kołtunka (příběhy)
- 1973 – Trójwidzenie, vyšlo ve slovenském překladu[2]
- 1976 – Kontuzja (deník), vyšlo v českém překladu pod názvem „Otřes“[3]
- 1977 – Serce w rozterce (výběr odpovědí na dopisy do "Zwierciadła")
- 1979 – Opowiadania sentymentalne
- 1984 – Pełnia półistnienia
- 1989 – Sińce i makijaż
- 1993 – Karnawał w mateczniku
- 2001 – Karty w grze